# Pedro Iarley Lima Dantas
Pedro Iarley Lima Dantas o simplement Iarley (Quixeramobim, Brasil, 29 de març de 1974) és un exfutbolista professional brasiler que jugava principalment com a migcampista atacant.